# Acolhua

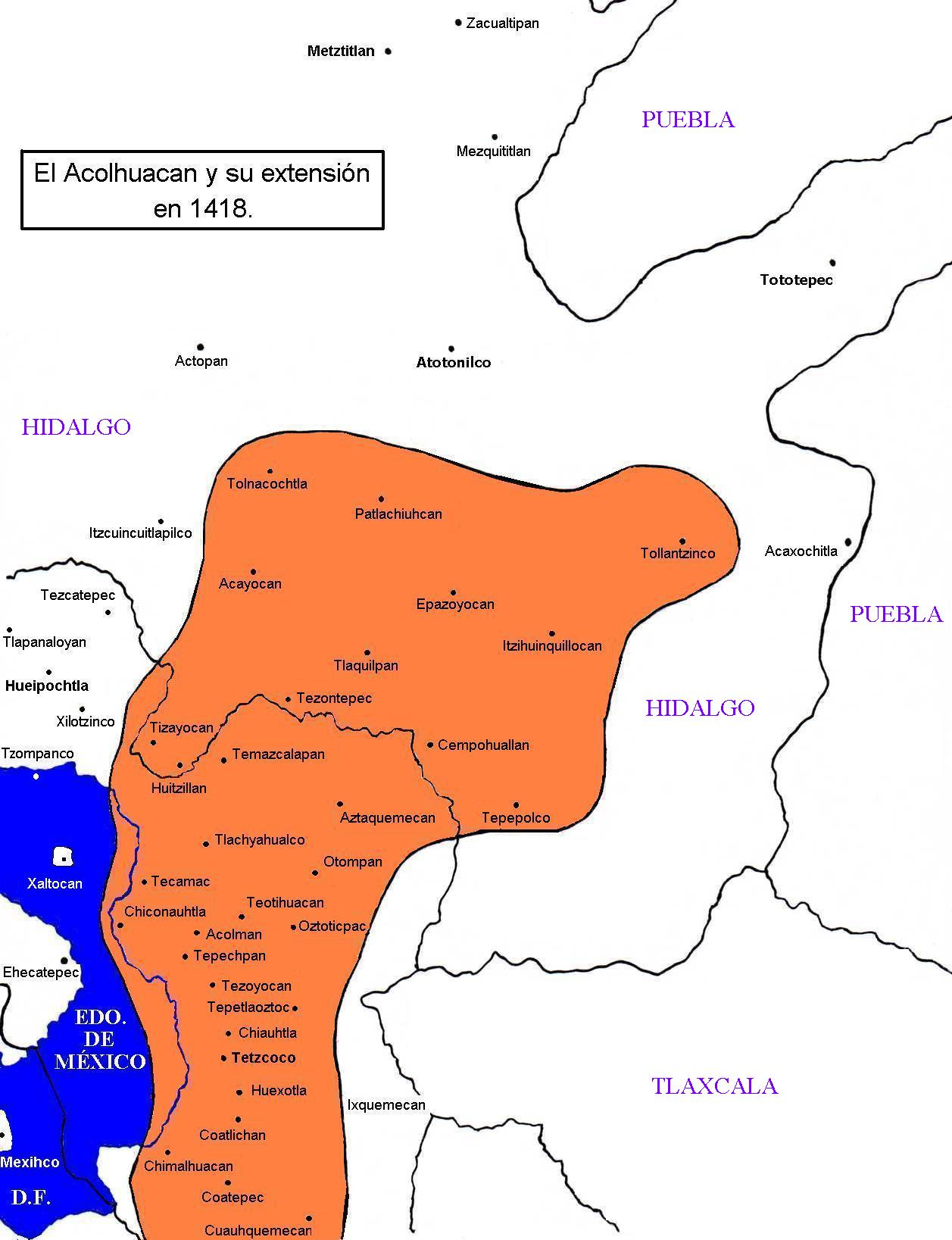
Acolhuacan (rot) im Jahr 1418

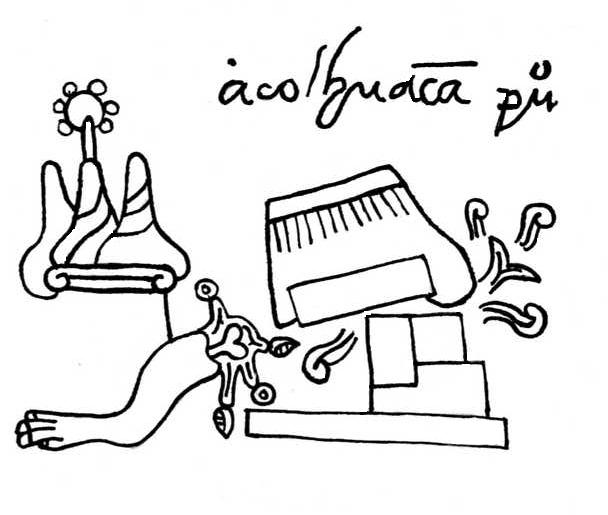
Acolhuacan-Tetzcoco im Codex Mendoza

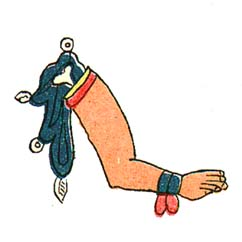
Glyphe Acolhua

Die Acolhua (nahuatl Ācōlhuah) waren ein Volk der Nahua im Hochtal von Mexiko; ihr Reich wird Acolhuacán genannt. Die Acolhua bildeten nach 1428 mit den Mexica (Azteken) und Tepaneken einen Dreibund, der gemeinhin als das Aztekenreich bezeichnet wird.

## Geografie
Politisches und wirtschaftliches Zentrum der Acolhua war Tetzcoco (Texcoco) im heutigen Bundesstaat México, am Ostufer des einstigen Salzsees von Tetzcoco, aber auch die maximal ca. 5.000 Einwohner zählende Stadt Zultepec im Grenzgebiet zu Tlaxcala war von Bedeutung.

## Geschichte
Gemäß den im 17. Jahrhundert verfassten historischen Schriften von Ixtlilxóchitl lässt sich die Geschichte der Acolhua bis ins 13. Jahrhundert zurückverfolgen. Ihre damalige Hauptstadt war Tenayocan (Tenayuca) und ihr Herrscher Nopaltzin (reg. 1202–1236) war verheiratet mit einer toltekischen Prinzessin. Sein Sohn Tlotzin (reg. 1236–1272) gilt als guter Staatsmann und ließ zahlreiche Wasserbauwerke (Kanäle, Stauwerke) erbauen. Erst sein Enkel Catlenihco benannte die Hauptstadt in Tetzcoco um. Seine Nachfolger vergrößerten das Einflussgebiet, doch um 1420 kam Acolhuacán unter die Oberherrschaft der Tepaneken, die jedoch bereits nach wenigen Jahren blutig endete (1428). Zusammen mit den Azteken und den unterworfenen Tepaneken bildete Tetzcoco den aztekischen Dreibund.

## Persönlichkeiten
Berühmtester König der Acolhua war Nezahualcoyotl, der so genannte „Dichterkönig“ von Tetzcoco, der – nach dem Tod seiner Eltern (1418) – schon in jungen Jahren auf den Thron gelangte, diesen jedoch gegen die übermächtigen Tepaneken nicht halten konnte und bis zum Jahr 1428 in Tenochtitlán Schutz suchte; er starb im Jahr 1472. Auch sein Sohn Nezahualpilli (reg. 1473–1515) ist bekannt.